# Bubi (langue)
Pour les articles homonymes, voir Bubi.
Le bubi (ou bube) est une langue bantoue parlée en Guinée équatoriale dans l'île de Bioko (anciennement Fernando Poo) où se trouve la capitale, Malabo, ainsi qu’au Gabon et au Cameroun.
Le bubi est une langue africaine qui garde un fond de ses origines autochtones, en un milieu insulaire, isolée du continent, dans son vocabulaire. Mais avec l'arrivée des Européens, Anglais, puis Espagnols, la langue autochtone d'origine adopte un nombre considérable de mots anglais, puis espagnols, dans son vocabulaire. Plus des 1/3 du vocabulaire est constitué de mots anglais, 1/3 de mots espagnols, et le reste des dialectes africains présents sur l'île avant la colonisation. La langue n'est pas écrite, ce qui explique qu'elle n'est pas considérée comme un créole. Elle est parlée au sein des foyers de l'île de Bioko. Généralement, les locuteurs du bubi parlent soit l'espagnol, soit l'anglais.
Le nombre total de locuteurs est estimé à 60 000.
Le bubi est proche du bubia, parlé au sud du Cameroun.